# Suprématie chrétienne
La suprématie chrétienne ou le suprémacisme chrétien est un courant d'opinion basé sur la croyance que le christianisme est supérieur aux autres religions ainsi qu'une forme de politiques d'identité affirmant que les chrétiens sont supérieurs aux autres et sont, par conséquent, mieux appropriés à la règle. La suprématie chrétienne chevauche - et peut être considérée comme le cœur du principe du - Nationalisme chrétien. La Nouvelle réforme apostolique, un mouvement politique dominioniste, est décrit par The Washington Post ainsi que l'expert Bradley Onishi comme promouvant la suprématie chrétienne via un mélange d'Extrême droite et de prophétie supposée,. Joseph Wiinikka-Lydon de Southern Poverty Law Center ainsi que l'expert en religion Matthew D. Taylor désignent le Mandat des Sept Montagnes comme étant le plan de la dominance et de la suprématie chrétienne,,,. 

## Discours
Le Fondamentalisme chrétien est un courant majeur ainsi que l'idéologie centrale de la suprématie chrétienne, et chevauche la théonomie et le dominionisme. De plus, le prémillénarisme et, dans une certaine mesure, le postmillénarisme, ont été considérés comme ayant influencé la suprématie chrétienne concernant leur insistance sur la fin des temps, tout particulièrement au sein de la Nouvelle réforme apostolique et l'Évangélisme, en général. La suprématie chrétienne coexiste probablement avec l'antisémitisme chrétien ainsi que l'islamophobie à différents degrés, tandis que l'homophobie, la transphobie, et la misogynie demeurent une présence importante au sein des discours suprémacistes chrétiens, souvent via la croyance et la promotion de théories du complot tel que la Théorie complotiste du pédopiégeage LGBT ainsi que le Marxisme culturel,. De plus, le sectarisme peut émerger parmi les dénominations chrétiennes puisqu'ils concourent pour obtenir la suprématie. 
La suprématie chrétienne croisent d'autres formes de suprématie tel que le suprémacisme blanc et donc, de nombreuses organisations suprémacistes de blancs chrétiens existent, tel que le Ku Klux Klan ou encore le Christian Identity Movement. Des experts tel que Jenny L. Small soulignèrent le fait que la suprématie chrétienne est liée aux privilèges chrétiens ainsi que l'hégémonie chrétienne, caractérisés comme un système de discours imbriqués privilégiant les chrétiens et marginalisant les non-chrétiens, assumant ainsi l'universalisation des valeurs chrétiennes. Les privilèges chrétiens ainsi que l'hégémonie chrétienne sont profondément enracinés au sein des sociétés occidentales, maintenant la suprématie chrétienne. Y compris lorsque le pluralisme religieux est formellement reconnu, l'ancrage des valeurs chrétiennes sert à obscurcir et à maintenir les privilèges chrétiens. 

## Histoire
Les universitaires Carol Lansing et Edward D. English affirment que le suprémacisme chrétien fut le mobile des Croisades en Terre Sainte, ainsi que le mobile des croisades contre les musulmans et les païens à travers l'Europe. L'Accusation de meurtre rituel est une théorie du complot répandue en Europe ayant provoqué des siècles de pogroms et de massacres des minorités juives européennes puisqu'il est supposé que les juifs exigèrent le pur sang d'un enfant chrétien dans le but de réaliser une matza pour la Pâque. Thomas de Cantimpré rédigea que la malédiction du sang que les juifs s'imposent ainsi que la totalité de leurs générations à la cour de Ponce Pilate où Jésus fut condamné à mort : "Un juif bien appris, qui, de nos jours, se convertit au christianisme, nous informe qu'il se réjouit de la réputation d'un prophète parmi eux, vers la fin de sa vie, réalisa la prophétie suivante : 'Assure-toi que la guérison de cette maladie secrète, à laquelle tu es exposé, ne peut s'obtenir que par le sang chrétien ("solo sanguine Christiano")." La Traite négrière occidentale a également été attribuée au suprémacisme chrétien, en partie. Le Ku Klux Klan a été qualifié d'organisation suprémaciste blanche chrétienne, comme tant d'autres associations suprémacistes blanches, tel que les mouvements Posse Comitatus, Christian Identity et Christianisme positif,. 

## Aux États-Unis
La suprématie chrétienne fut employée comme justification pour voler les terres des Amérindiens ainsi qu'asservir les Africains lors de la fondation des États-Unis. 
Dans les années 1930, le Père Charles Coughlin crut et espéra en la promotion de la suprématie chrétienne en recrutant une milice qu'il appela le Front Chrétien. 
Erik Prince de la société militaire Academi fut accusé d'être un suprémaciste chrétien et de déployer des suprémacistes chrétiens en Irak, espérant qu'ils assassineraient les Irakiens. 
Le rôle croissant de la suprématie chrétienne au sein du Parti républicain depuis l'élection de Donald Trump en 2016 a suscité l'inquiétude des dirigeants des autres religions,. Al Sharpton et Doug Pagitt appelèrent les chrétiens à renoncer au suprémacisme chrétien promu par Trump en 2020. 
L'Assaut du Capitole suivit de l'échec des tentatives de renversement des résultats de l'élection présidentielle américaine de 2020 fut motivé, en partie, par le nationalisme chrétien ayant été soutenu par les notions du suprémacisme chrétien avec de nombreux émeutiers brandissant le drapeau d'appel au ciel ainsi que l'utilisation extensive de l'imagerie chrétienne, bien qu'avec un recours important à des thèmes militarisés. 
En 2021, NBC publia un article soulignant la manière dont certains chrétiens asio-américains subirent de la discrimination au sein de leurs églises, citant les professeurs Lucas Kwong et K. Christine Pae sur les liens entre le suprémacisme blanc ainsi que le suprémacisme chrétien. 
Kristin Kobes Du Mez qualifia Mike Johnson de croyant en la suprématie chrétienne.
Dutch Sheets promut la croyance en la suprématie chrétienne. 
Ziklag est qualifiée par Matthew D. Taylor d'organisation suprémaciste chrétienne œuvrant à garantir l'élection de Donald Trump en 2024.